# Lorenz Ernst von Münchow
Lorenz Ernst von Münchow (* 1700; † Januar 1758) war ein königlich-preußischer Generalmajor und Drost zu Sparrenberg.

## Familie
Er war der älteste Sohn von Anton Reinhold von Münchow und Marie Elisabeth von Briesen Er war mit Charlotte von Stechow verheiratet und hatte mit ihr einen Sohn und eine Tochter:
- Otto Alexander Friedrich (* 1737; † 1. April 1822) ⚭ Anna Wilhelmie Rolla du Rosey
- Margarethe Elisabeth Wilhelmine (* 11. November 1738; † um 1798)
 ⚭ Johann Siegmund von Kleist (* 12. April 1714; † 21. Oktober 1757) 
 ⚭ Christoph Philipp von der Osten (* 21. Juli 1730; † 27. Dezember 1797), Major a. D.,[1] Eltern des Generals Otto von der Osten

## Leben
Lorenz Ernst von Münchow trat 1716 in preußische Dienste im Infanterie-Regiment Nr. 1 (Wartensleben). 1722 wurde er Fähnrich, im August 1724 Sekonde-Lieutenant und im Juli 1730 Premier-Lieutenant. Am 1. Januar 1732 wurde er Stabshauptmann und im Mai 1735 Hauptmann. Im Oktober 1742 wurde er Major, am 6. Juni 1751 Oberstleutnant und am 10. September 1754 Oberst. Etwas früher, am 3. September wurde er zum Amtshauptmann von Sparrenberg (bei Ravensburg) ernannt.
Während des Siebenjährigen Krieges kommandierte er das Infanterie-Regiment Nr. 1 (Winterfeld). Im Dezember übernahm er das Infanterie-Regiment Nr. 28 (Hautcharmoy) und wurde gleichzeitig zum Generalmajor ernannt. In der Schlacht bei Hohenfriedberg konnte er sich besonders auszeichnen und wurde mit dem Orden Pour le Mérite geehrt. In der Schlacht bei Prag wurde er schwer verletzt, ebenso in der Schlacht bei Leuthen. Er starb an seinen Verletzungen im Januar 1758.